# Dżudajdat Chabur
Dżudajdat Chabur (arab. جديدة خابور) – miejscowość w Syrii, w muhafazie Ar-Rakka. W 2004 roku liczyła 3911 mieszkańców.